# Sunandha Kumariratana del Siam
Sunandha Kumariratana del Siam (in thailandese สุนันทากุมารีรัตน์, Sunantha Kumarirat; in italiano: Sunandha Kumariratana del Siam; Bangkok, 10 novembre 1860 – Pak Kret, 31 maggio 1880) è stata una regina thailandese, figlia del re Mongkut del Siam e della principessa Piyamavadi, una delle sue tante mogli. Sposando il suo fratellastro re Chulalongkorn del Siam, divenne regina consorte.

## Biografia

### Nascita
La principessa Sunandha Kumariratana nacque il 10 novembre 1860 a Bangkok, capitale del Regno del Siam. Fu la cinquantesima figlia del re Mongkut, mentre fu la terza che il re ebbe della principessa consorte Piyamavadi, una delle sue tante mogli.
Ebbe due sorelle e tre fratelli:
1. Principe Unakan Ananta Norajaya (20 febbraio 1856 – 29 marzo 1873);
2. Principe Devawongse Varoprakar (27 novembre 1858 – 28 giugno 1923);
3. Principessa Savang Vadhana (10 settembre 1862 – 17 dicembre 1955);
4. Principessa Saovabha Bongsri (1 gennaio 1864 – 20 ottobre 1919);
5. Principe Svasti Sobhana (22 dicembre 1865 – 10 dicembre 1935).

La principessa venne descritta come "di bell'aspetto" e con "un intelletto brillante".

### Matrimonio e vita da regina

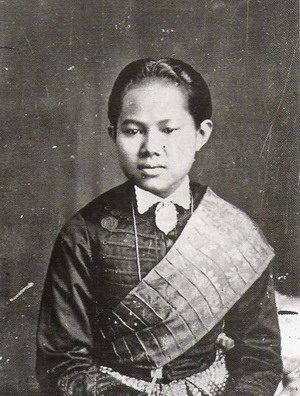
La Principessa Sunandha Kumariratana nel 1876

Nel 1877 Sunandha Kumariratana sposò il re del Siam Chulalongkorn, suo fratellastro in quanto figlio di re Mongkut e della regina Debsirindra. La coppia ebbe una figlia: la principessa Kannabhorn Bejaratana, che nacque il 12 agosto 1878 .
Lo stesso anno del loro matrimonio il re sposò anche le sorelle di sua moglie, le principesse Savang Vadhana e Saovabha Bongsri.
Sunandha Kumariratana divenne confidente del re, seguendolo sempre e consigliandolo. Oltre ad avere un bell'aspetto, possedette un intelletto brillante e venne descritta come molto saggia. Venne stimata dalla famiglia reale e divenne loro stretta confidente.
Secondo documenti stranieri, parlò bene l'inglese. Ebbe il coraggio di socializzare, a differenza della altre personalità della casa reale. Nel 1879 
l'ex First Lady degli Stati Uniti Julia Grant visitò la regina. Suo marito, l'ex presidente Ulysses S. Grant, scrisse che: "mia moglie è stata accolta e ha avuto una conversazione calorosa e amichevole con la Regina".

### Morte
La regina e sua figlia Kannabhorn Bejaratana annegarono quando il battello a vapore Marawan si scontrò con la loro barca reale trainata dallo yacht a vapore Pan Marut durante l'arrivo al Palazzo Reale Bang Pa-In tramite l'attraversamento di un fiume.
La principessa Kannabhorn Bejaratana scivolò nel fiume per prima e sua madre le prese la mano tentando invano di salvarla, in quanto le scivolò via, provò ad afferrare nuovamente la mano di sua figlia, ma cadde in acqua.
Una leggenda racconta che nessuno si tuffò per salvare la regina e la principessa, in quanto sarebbe stato reato per un cittadino comune toccare un reale, e la pena sarebbe consistita nella morte. Questo mito, più tardi, si scoprì falso: i  barcaioli si tuffarono e riuscirono a trasportare i corpi della regina e della principessa su una barca, dove tentarono invano di rianimarli. Al momento della morte, la sovrana aveva diciannove anni, mentre sua figlia ne aveva uno. Al momento della morte inoltre, Sunandha Kumariratana era incinta di un maschio. 

### Funerale
I preparativi per il funerale organizzati dall'afflitto Chulalongkorn durarono dieci mesi e la cerimonia funebre non iniziò che il 10 marzo 1881. I corpi della regina e della principessa vennero essiccati con iniezioni di mercurio e vennero conservati in urne dorate mentre venivano raccolti legni pregiati per la costruzione di una pira funeraria; anche le strutture reali in cui risiedevano il re e il suo seguito durante le cerimonie di cremazione vennero costruite in un luogo denominato Pra Mane. La pira venne descritta come alta 85 metri e venne costruita su un altare dove le urne vennero poste per la cremazione. Il re Chulalongkorn accese la pira funebre il 15 marzo al suono delle corna, e la pira bruciò per tutta la notte.

## Discendenza

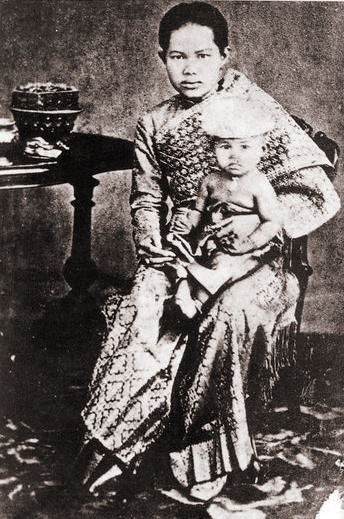
La regina Sunandha Kumariratana con la figlia, la principessa Kannabhorn Bejaratana

La regina Sunandha Kumariratana del Siam ebbe, dal Re Chulalongkorn:
1. Sua Altezza Reale la principessa Kannabhorn Bejaratana (12 agosto 1878 – 31 maggio 1880), che morì insieme alla madre;
2. Figlio morto nel ventre materno durante l'annegamento della madre.

## Ascendenza
|                                 |   |                              | Genitori                    |  |  | Nonni |  |  | Bisnonni                        |  |  | Trisnonni |  |
|                                 |   |                              |                             |  |  |       |  |  | Buddha Yodfa Chulaloke del Siam |  |  | Thongdi   |  |
|                                 |   |                              |                             |  |  |       |  |  | Buddha Yodfa Chulaloke del Siam |  |  | Thongdi   |  |
|                                 |   | Daorueng                     |                             |  |  |       |  |  | Buddha Yodfa Chulaloke del Siam |  |  |           |  |
| Buddha Loetla Nabhalai del Siam |   |                              |                             |  |  |       |  |  | Buddha Yodfa Chulaloke del Siam |  |  |           |  |
|                                 |   | Amarindra                    | Thong Na Bangxang           |  |  |       |  |  |                                 |  |  |           |  |
|                                 |   | Amarindra                    | Thong Na Bangxang           |  |  |       |  |  |                                 |  |  |           |  |
|                                 |   | Amarindra                    | Rup Sirisophak Maha Naknari |  |  |       |  |  |                                 |  |  |           |  |
| Mongkut del Siam                |   | Amarindra                    |                             |  |  |       |  |  |                                 |  |  |           |  |
|                                 |   | Ngoen Saetan                 | …                           |  |  |       |  |  |                                 |  |  |           |  |
|                                 |   | Ngoen Saetan                 | …                           |  |  |       |  |  |                                 |  |  |           |  |
|                                 |   | Ngoen Saetan                 | …                           |  |  |       |  |  |                                 |  |  |           |  |
| Sri Suriyendra                  |   | Ngoen Saetan                 |                             |  |  |       |  |  |                                 |  |  |           |  |
|                                 |   | Kaew, Principessa Srisudarak | Thongdi                     |  |  |       |  |  |                                 |  |  |           |  |
|                                 |   | Kaew, Principessa Srisudarak | Thongdi                     |  |  |       |  |  |                                 |  |  |           |  |
|                                 |   | Kaew, Principessa Srisudarak | Daorueng                    |  |  |       |  |  |                                 |  |  |           |  |
| Sunandha Kumariratana del Siam  |   | Kaew, Principessa Srisudarak |                             |  |  |       |  |  |                                 |  |  |           |  |
|                                 | … | …                            |                             |  |  |       |  |  |                                 |  |  |           |  |
|                                 | … | …                            |                             |  |  |       |  |  |                                 |  |  |           |  |
|                                 | … | …                            |                             |  |  |       |  |  |                                 |  |  |           |  |
| Tang Sucharitakul               | … |                              |                             |  |  |       |  |  |                                 |  |  |           |  |
|                                 |   | …                            | …                           |  |  |       |  |  |                                 |  |  |           |  |
|                                 |   | …                            | …                           |  |  |       |  |  |                                 |  |  |           |  |
|                                 |   | …                            | …                           |  |  |       |  |  |                                 |  |  |           |  |
| Piyamavadi                      |   | …                            |                             |  |  |       |  |  |                                 |  |  |           |  |
|                                 |   | …                            | …                           |  |  |       |  |  |                                 |  |  |           |  |
|                                 |   | …                            | …                           |  |  |       |  |  |                                 |  |  |           |  |
|                                 |   | …                            | …                           |  |  |       |  |  |                                 |  |  |           |  |
| Nag Sucharitakul                |   | …                            |                             |  |  |       |  |  |                                 |  |  |           |  |
|                                 |   | …                            | …                           |  |  |       |  |  |                                 |  |  |           |  |
|                                 |   | …                            | …                           |  |  |       |  |  |                                 |  |  |           |  |
|                                 |   | …                            | …                           |  |  |       |  |  |                                 |  |  |           |  |
|                                 |   | …                            |                             |  |  |       |  |  |                                 |  |  |           |  |

## Titoli, trattamento e stemma

### Stemmi

La bandiera reale della Regina Sunandha Kumariratana del Siam

### Titoli e trattamento
- 10 novembre 1860 – 1877: Sua Altezza Reale la Principessa Sunandha Kumariratana del Siam
- 1877 – 31 maggio 1880: Sua Maestà la Regina Sunandha Kumariratana del Siam